# Габрје при Јанчах
Габрје при Јанчах (словен. Gabrje pri Jančah) је насељено место у саставу градске општине Љубљана, Средњесловенска регија, Словенија.

## Историја
До територијалне реорганизације у Словенији били су у саставу града Љубљане, односно старе општине Мосте-Поље.

## Територијална организација и припадност насеља
| Габрије           | Габрије                                     | Габрије                                                                | Габрије                                        |
| Пописна година    | Држава/Крунска земља                        | Политички округ (округ, округ) / Судски округ (округ, округ) / општина | Насеља и делови насеља (број становника)       |
| ----------------- | ------------------------------------------- | ---------------------------------------------------------------------- | ---------------------------------------------- |
| 1869              | Аустроугарска, Аустријско царство / Крањска | Литија / Литија / Требељево                                            | Габерје / Габерје (122)                        |
| 1880              | Аустроугарска, Аустријско царство / Крањска | Литија / Литија / Требељево                                            | Габерје (са самостојећом кућом Равнишек) (127) |
| 1890              | Аустроугарска, Аустријско царство / Крањска | Литија / Литија / Требељево                                            | Габрије (116)                                  |
| 1900              | Аустроугарска, Аустријско царство / Крањска | Литија / Литија / Требељево                                            | Габрије (105)                                  |
| 1910              | Аустроугарска, Аустријско царство / Крањска | Литија / Литија / Требељево                                            | Габрије (102)                                  |
| Габрије           |                                             |                                                                        |                                                |
| Пописна година    | Држава/Округ, Бановина                      | Жупанија (округ, округ) / општина                                      | Насеља и делови насеља (број становника)       |
| 1921              | Краљевина СХС                               |                                                                        |                                                |
| 1931              | Краљевина Југославија / Бановина Драва      |                                                                        |                                                |
| Габрје при Јанчах |                                             |                                                                        |                                                |
| Пописна година    | Држава / Република                          | Жупанија (округ, округ) / општина                                      | Насеља и делови насеља (број становника)       |
| 1948              | ФНРЈ / НР Словенија                         | Љубљана–околина / МНО Јанчје                                           | Габрје (127)                                   |
| 1953              | ФНРЈ / НР Словенија                         | Љубљана / Прежгање                                                     | Габрје при Јанчах (126)                        |
| 1961              | ФНРЈ / НР Словенија                         | Љубљана / Мосте–Поље                                                   | Габрје при Јанчах (113)                        |
| 1971              | СФРЈ / СР Словенија                         | Град Љубљана / Мосте–Поље                                              | Габрје при Јанчах (103)                        |
| 1981              | СФРЈ / СР Словенија                         | Град Љубљана / Мосте–Поље                                              | Габрје при Јанчах (96)                         |
| 1991              | СФРЈ / СР Словенија                         | Град Љубљана / Мосте–Поље                                              | Габрје при Јанчах (76)                         |
| Габрје при Јанчах |                                             |                                                                        |                                                |
| Пописна година    | Држава                                      | општина                                                                | Насеља и делови насеља (број становника)       |
| 2002              | Словенија                                   | Градска општина Љубљана / округ Шостро                                 | Габрје при Јанчах (85)                         |
| 2011              | Словенија                                   | Градска општина Љубљана / округ Шостро                                 | Габрје при Јанчах (94)                         |
| 2021              | Словенија                                   | Градска општина Љубљана / округ Шостро                                 | Габрје при Јанчах (112)                        |

Напомена: МНО је скраћеница за Месни народни одбор.

## Становништво
У попису становништва из 2021. године, Габрје при Јанчах је имало 112 становника.
| Број становника према пописима | Број становника према пописима | Број становника према пописима | Број становника према пописима | Број становника према пописима | Број становника према пописима | Број становника према пописима | Број становника према пописима | Број становника према пописима | Број становника према пописима | Број становника према пописима | Број становника према пописима | Број становника према пописима | Број становника према пописима | Број становника према пописима | Број становника према пописима |
| ------------------------------ | ------------------------------ | ------------------------------ | ------------------------------ | ------------------------------ | ------------------------------ | ------------------------------ | ------------------------------ | ------------------------------ | ------------------------------ | ------------------------------ | ------------------------------ | ------------------------------ | ------------------------------ | ------------------------------ | ------------------------------ |
| 1869                           | 1880                           | 1890                           | 1900                           | 1910                           | 1921                           | 1931                           | 1948                           | 1953                           | 1961                           | 1971                           | 1981                           | 1991                           | 2002                           | 2011                           | 2021                           |
| 122                            | 127                            | 116                            | 105                            | 102                            |                                |                                | 127                            | 126                            | 113                            | 103                            | 96                             | 76                             | 85                             | 94                             | 112                            |

Напомена: Године 1869. и 1880. исказивано под именом Габерје, од 1890. до 1910. Габрије, а до 1953. под именом Габрје.

### Етнички, језички и верски састав

#### Аустроугарска

##### Језички и верски састав
| Година пописа | укупно | Словеначки |
| ------------- | ------ | ---------- |
| 1869          | 122    | н/п        |
| 1880          | 127    | 127 (100%) |
| 1890          | 116    | 116 (100%) |
| 1900          | 105    | 105 (100%) |
| 1910          | 102    | 102 (100%) |

| Година пописа | укупно | Римокатолици |
| ------------- | ------ | ------------ |
| 1869          | 122    | н/п          |
| 1880          | 127    | 127 (100%)   |
| 1890          | 116    | 116 (100%)   |
| 1900          | 105    | 105 (100%)   |
| 1910          | 102    | 102 (100%)   |

Напомена: Ознака н/п значи да нема података или да информација није наведена.

#### ФНР/СФР Југославија

##### Национални састав
| Габрје при Јанчах               | Габрје при Јанчах               | Габрје при Јанчах             |
| ------------------------------- | ------------------------------- | ----------------------------- |
| 1961                            | 1971                            | 1981                          |
| укупно: 113 Словенци 113 (100%) | укупно: 103 Словенци 103 (100%) | укупно: 96 Словенци 96 (100%) |

## Галерија
- улаз у насеље
- сеоске куће